# Systemexterne Prüftechnik
Die Systemexterne Prüftechnik (SEPT) ist eine technische Einrichtung der Kommunikationstechnik. Mit der SEPT können die elektrischen Werte (Strom, Spannung, Widerstand, Kapazität) einer Telefonleitung (Teilnehmeranschlussleitung) überprüft werden, um bereits bei der Meldung einer möglichen Störung eine Aussage zu treffen, wo ein eventueller Fehler zu suchen ist.
Die SEPT trennt dazu bereits in der Vermittlungsstelle die Teilnehmeranschlussleitung auf und führt danach die erforderlichen Messungen durch. Während dieser Zeit ist die Leitung vom Teilnehmer nicht nutzbar. Es werden Messungen nach Fremdspannung, Strom, Leitungswiderstand und -kapazität vorgenommen. Die Strommessung kann nur erfolgreich sein, wenn die Leitung zum Teilnehmer nicht unterbrochen ist, und wenn dieser in seiner Anschlussdose einen passiven Prüfabschluss besitzt.
Die SEPT ändert für die Prüfung die Spannungsrichtung. Der passive Prüfabschluss, bestehend aus einer Reihenschaltung von Diode und Widerstand, wird dadurch durchgeschaltet und eine Leitungsmessung kann durchgeführt werden.
Eine Messung durch die SEPT dauert in der Regel weniger als eine halbe Minute.

## Messungen

### Offene Leitung
Im Fachjargon wird eine Leitung, die an irgendeinem Punkt unterbrochen worden ist und keinen geschlossenen Stromkreis bildet (gleichgültig aus welchem Grund) als offene Leitung oder stromlos bezeichnet. Die SEPT ist in der Lage offene Leitungen zu messen und noch relativ genau den Punkt zu benennen, wo die Unterbrechung der Leitung liegt. Da die beiden Adern der Teilnehmeranschlussleitung in einem Kabel in der Regel als Doppelader oder Sternvierer miteinander verdrillt sind, bilden sie aufgrund der Leitungslänge eine umso höhere Kapazität (siehe: Kondensator), je länger die Leitung ist. Am offenen Leitungsende wird die einlaufende Welle reflektiert (siehe Wellenwiderstand); diese Messung wird mit einer höheren Frequenz durchgeführt. Damit lässt sich die Stelle der Unterbrechung fast auf den Zentimeter genau einmessen, sofern die Leitungsparameter bekannt sind.

### Fremdspannung
Die SEPT kann von außen auf die Telefonleitung einwirkende elektrische Energie, so genannte Fremdspannung, messen. Fremdspannung rührt in der Regel daher, dass die Leitung eine ungewollte Verbindung mit einem anderen unter Spannung stehenden elektrischen Kabel hat (zum Beispiel mit einer anderen Telefonleitung).

### Messungen gegen Erde
Es kann vorkommen, dass eine der Adern der Telefonleitung leitenden Kontakt zur Erde hat. Die Adern werden einzeln nacheinander gemessen. Aufgrund der Signallaufzeit kann genau festgestellt werden, in welcher Entfernung die Ader eine unerwünschte Verbindung zur Erde hat. Wenn es sich um einen analogen Anschluss handelt, sind die nicht unbedingt auftreten müssenden Störgeräusche eventuell hinnehmbar. Anschlüsse mit höheren Anforderungen wie zum Beispiel ISDN-Anschlüsse funktionieren mit einer solchen Störung in der Regel nicht mehr.

## Meldungen

### Schleife
Bei dieser Fehlermeldung zeigt die SEPT an, dass sich irgendwo auf der Strecke der Telefonleitung ein Kurzschluss zwischen den beiden Adern der Telefonleitung befindet. Grundsätzlich wird dabei auch der Wert des gemessenen Widerstandes mit angegeben. Es bedeutet nicht unbedingt, dass es sich wirklich um einen Kurzschluss handelt. Es kann sein, dass sich ein Kriechstrom über ein anderes Medium (zum Beispiel Wasser) von A nach B gebildet hat. Beispielsweise wäre eine Schleife von 0 Ohm ein nahegelegener Kurzschluss zum Beispiel am Hauptverteiler; bei einem weiter entfernten Kurzschluss wird mindestens der ohmsche Widerstand der Leitung bis zur Stelle des Kurzschlusses gemessen.

### Intern besetzt
Diese Meldung ergeht, wenn die SEPT feststellt, dass der Anschluss nicht gestört ist. Möglicherweise telefoniert der Teilnehmer gerade. Intern besetzt wird jedoch auch gemeldet, wenn eine Störung vorliegt, auf die die passiv gemessenen elektrischen Werte schließen lassen. In diesem Moment (diese Meldung ergeht vor der Auftrennung der Leitung) kann der Benutzer der SEPT eigenständig die Wahl treffen, die Leitung zur Messung aufzutrennen oder keine Messung durchzuführen.

## Nutzung
Beim Melden einer Störung eines Telefonanschlusses kann die Person, die die Störung entgegennimmt, über die SEPT den als gestört gemeldeten Anschluss prüfen. Die Prüfung kann von dem Ort aus durchgeführt werden, an welchem die Störungsmeldung entgegengenommen wurde. In der Regel ist die SEPT nur für autorisierte Mitarbeiter entsprechender Telekommunikationsunternehmen möglich. Privatpersonen haben schon aus datenschutzrechtlichen Gründen keinen Zugriff auf die SEPT.

### Erweiterte Nutzung
In verschiedenen Betrieben ist es möglich, die SEPT auch über ein beliebiges Telefon (auch über Mobiltelefon) zu nutzen. Dazu wird eine bestimmte Service-Rufnummer angewählt, der Benutzer authentisiert sich mit einer PIN, wählt aus einem Menü die gewünschte Funktion und kann damit eine Telefonleitung auch aus der Ferne prüfen. Das ist dann von Vorteil, wenn eine Störung an einer Telefonleitung beseitigt werden muss und dafür technische Hilfe benötigt wird.